# Jade Pettyjohn
Jade Pettyjohn   (Los Angeles, 8 de novembre de 2000) és una actriu i cantant estatunidenca. És coneguda pels seus papers de McKenna Brooks a An American Girl: McKenna Shoots for the Stars.

## Biografia
Pettyjohn va néixer a Los Angeles, Califòrnia. Abans de la seva carrera cinematogràfica i televisiva, va actuar al costat d'un grup local de cançons i dansa infantil des dels set anys.

## Filmografia

### Cinema
- 2012 : An American Girl: McKenna Shoots for the Stars
- 2014 : Dakota's Summer
- 2014 : All I Want for Christmas
- 2015 : Shangri-La Suite
- 2016 : Girl Flu.
- 2017 : Rufus 2
- 2018 : Destroyer
- 2018 : Trial by Fire
- 2019 : Deadwood: The Movie
- 2019 : Seberg

### Televisió
- 2008 : The Mentalist
- 2010 : United States of Tara
- 2011 : Criminal Minds: Suspect Behavior
- 2012 : Grimm
- 2012–2013 : Revolution
- 2014 : The Last Ship
- 2014–2015 : Henry Danger
- 2016–2018 : School of Rock
- 2016 : Pure Genius
- 2017 : Nicky, Ricky, Dicky & Dawn
- 2019 : The Righteous Gemstones
- 2019 : Middle School Moguls
- 2020 : Little Fires Everywhere
- 2020–2021 : Big Sky
- 2022 : Fire Country